# Witold Czarnecki (architekt)
Witold Czarnecki (ps. „Kadet”; ur. 8 września 1927 w Sarnach, zm. 23 marca 2023 w Białymstoku) – polski żołnierz Armii Krajowej, prof. zw. dr hab., inżynier architekt.

## Życiorys
Witold Czarnecki był synem Mariana (inżyniera, budowniczego m.in. mostów kolejowych na trasie magistrali węglowej) – ze względu na pracę ojca rodzina wielokrotnie zmieniała miejsce zamieszkania.
Do wybuchu II wojny światowej mieszkał w Piotrkowie Kujawskim i Inowrocławiu, po czym rodzina osiadła w Starosielcach koło Białegostoku, gdzie w 1935 wstąpił do ZHP. Po nagłej śmierci ojca (styczeń 1938) wiosną 1939 rodzina przeniosła się do Wilna, gdzie młody Witold uczył się w Gimnazjum im. Króla Zygmunta Augusta oraz na kompletach tajnego nauczania.

### II wojna światowa
Witold Czarnecki w pierwszych dniach września 1939 był gońcem-ochotnikiem przy Urzędzie Miasta w Wilnie, a w grudniu 1939 uczestniczył w strajku szkolnym. Po ukończeniu nauki w gimnazjum (1941) do 1944 pracował zarobkowo w zakładach ślusarskich i elektrycznych, pomagając w utrzymaniu rodziny po śmierci ojca. Od sierpnia 1943 należał do Szarych Szeregów (wileńskiej drużyny Czarna Trzynastka) i uczestniczył w Kursach Młodszych Dowódców Armii Krajowej. Po zaprzysiężeniu w listopadzie 1943 był żołnierzem plutonu kadrowego Szarych Szeregów w Wilnie w stopniu strzelca.
Od 16 czerwca 1944 był w drugim plutonie 3. kompanii ppor. Jana Kasprzyckiego „Joego” 3. Brygady Partyzanckiej „Szczerbca” AK uczestniczącej w Operacji „Ostra Brama”. Dnia 3 lipca 1944 został odkomenderowany do obsługi radiostacji przy Komendzie Wileńskiego Okręgu AK w Dziewieniszkach i Wołkorabiszkach, a 9 lipca – odkomenderowany do 1. Brygady AK „Juranda” we wsi Jodziszki, w stopniu starszego strzelca jako dowódca drużyny.
W dniu 18 lipca 1944 wraz z całym oddziałem został rozbrojony na skraju Puszczy Rudnickiej przez wojska NKWD i internowany w Miednikach Królewskich.
W dniu 28 lipca 1944 został wywieziony pociągiem do Kaługi, gdzie od 5 sierpnia 1944 do 15 grudnia 1944 przebywał na robotach przymusowych w miejscowościach Szemiakina, Mały Jarosławiec, Kaługa i innych. Po próbie ucieczki z internowania z dwoma kolegami w dniu 18 grudnia 1944 został schwytany, po czym był sądzony za próbę ucieczki i w wyniku procesu otrzymał wyrok 7 lat łagru.
Do marca 1945 przebywał w więzieniu w Kałudze, a następnie do maja 1945 pracował przy odgruzowaniu fabryki (łagier Liudinowo) i od czerwca 1945 (w łagrze Tichanowaja Pustyń) pracował przy odbudowie magazynów ziarna. W dniu 15 sierpnia 1945 został zwolniony na mocy amnestii.

### Okres powojenny

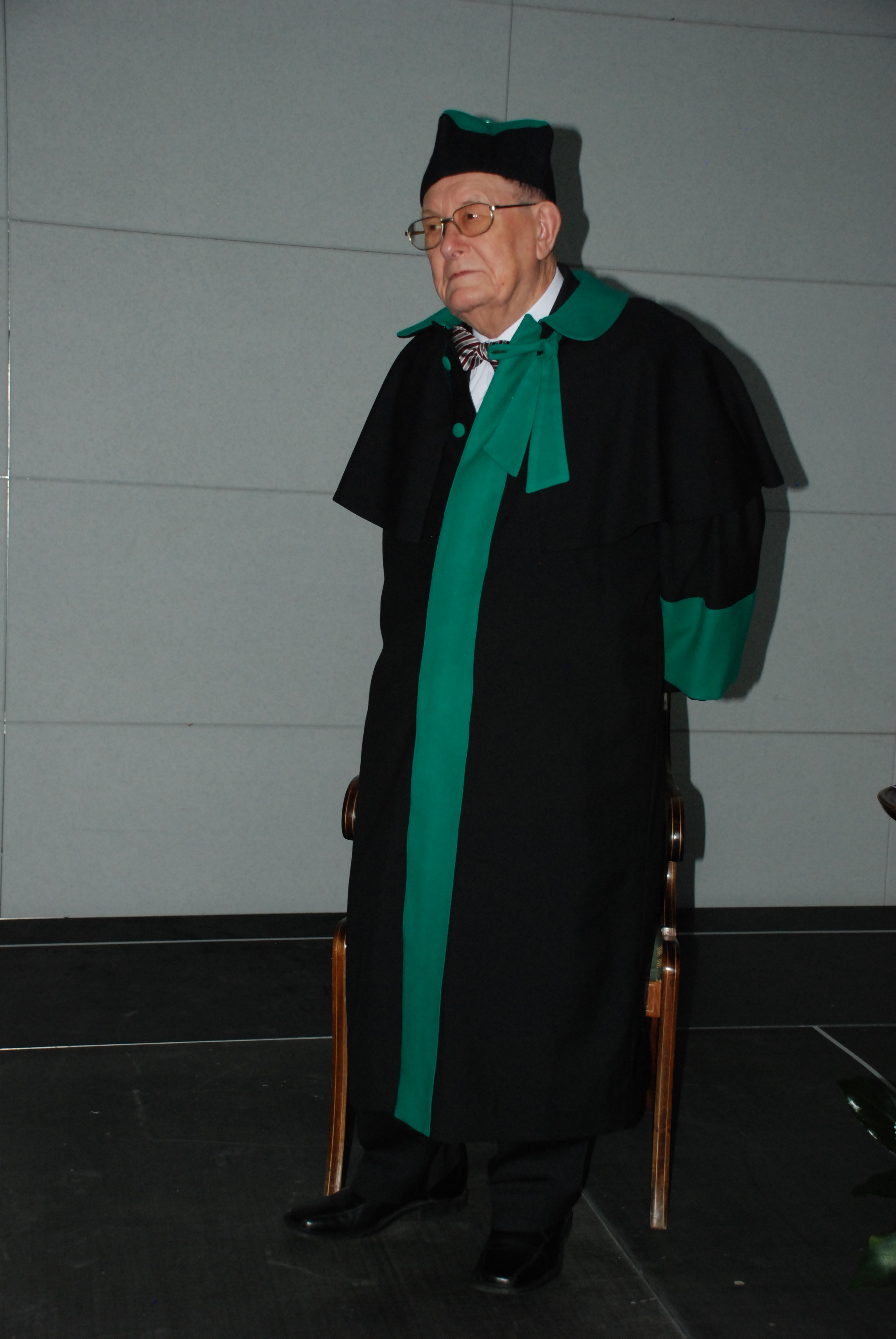
Prof. zw. Witold Czarnecki – uroczystość nadania tytułu Profesora Honorowego Politechniki Białostockiej (2016)

W 1948 ukończył Liceum Budowlane w Białymstoku i zdał egzamin wstępny na Politechnikę Warszawską. Został skreślony z osób przyjętych na studia (razem z 40 osobami z Armii Krajowej) i krótko pracował w biurze budowy Trasy W-Z w Warszawie. W listopadzie 1948 dostał się na studia inżynierskie na Wydziale Architektury Politechniki Gdańskiej, które ukończył w 1952. Został asystentem. W 1954 uzyskał dyplom magisterski. W latach 1955–1960 pracował także w biurach projektowych w Gdańsku i Gdyni.
Od 1961 do 1968 był Architektem Miejskim we Włocławku, w latach 1969–1970 zastępcą Głównego Architekta Województwa Olsztyńskiego, a w latach 1970–1972 Głównym Architektem Województwa Bydgoskiego.
W 1963 ukończył studia podyplomowe (Politechnika Warszawska). Doktoryzował się w 1974, habilitował w 1980, profesorem nadzwyczajnym został w 1991, a zwyczajnym w 1996. W latach 1972–1982 był docentem, kierownikiem zakładu i prodziekanem na Wydziale Budownictwa Lądowego w Akademii Techniczno-Rolniczej w Bydgoszczy.

#### Białystok

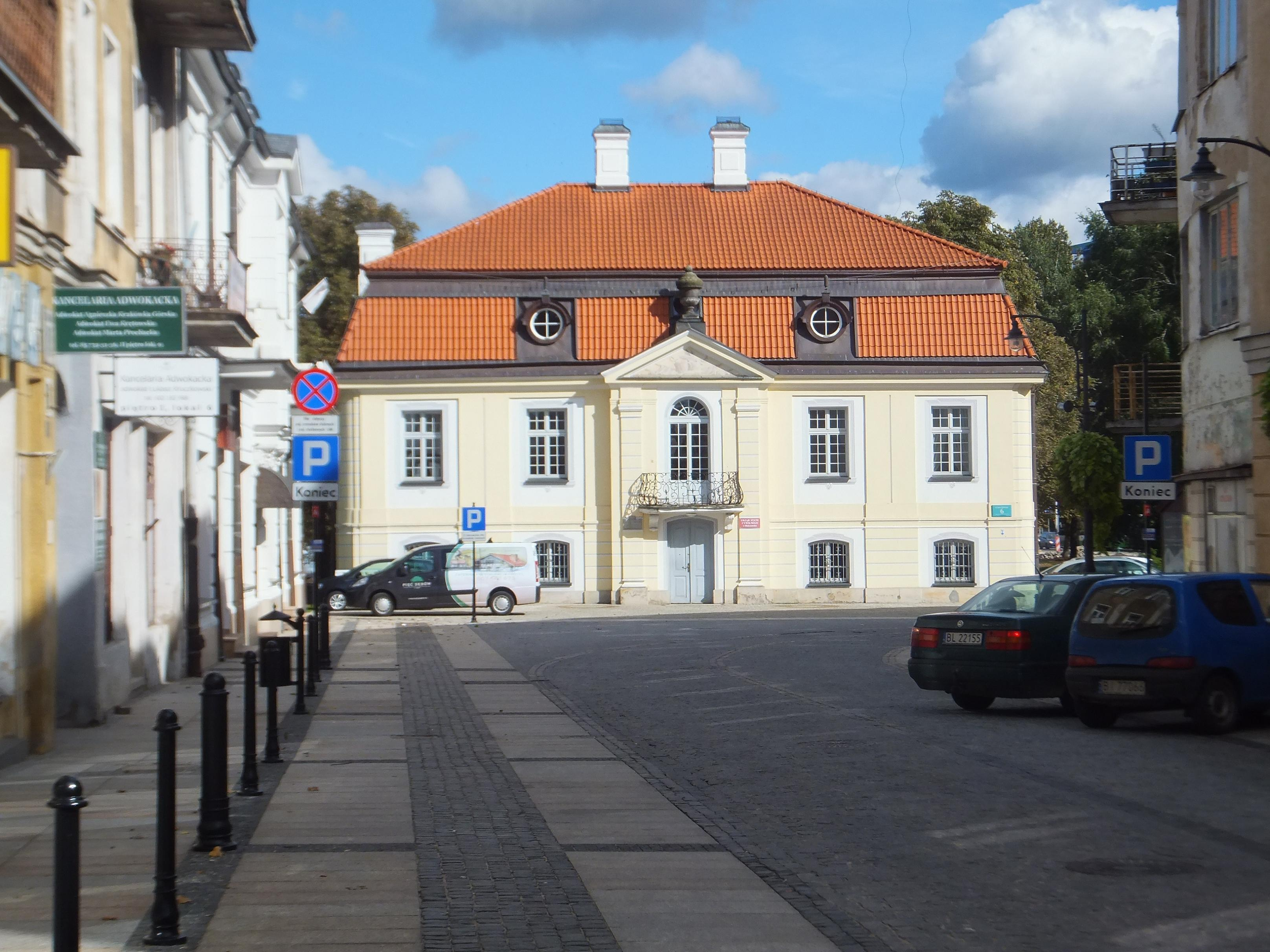
Białystok Pałacyk Gościnny Branickich – pierwsza siedziba Instytutu Architektury PB do 1984 r

W latach 1982–1999 był zatrudniony w Politechnice Białostockiej w Instytucie Architektury (później Wydziale Architektury) na stanowiskach docenta i profesora. Był organizatorem i Kierownikiem Katedry Architektury Wsi i Przemysłu WA, inicjatorem i organizatorem ogólnopolskich konferencji naukowych. Pełnił funkcje Dyrektora Instytutu WA (na prawach samodzielnego wydziału – lata 1982–1989) i Dziekana Wydziału WA (kadencje: 1987–1990, 1996–1999).
Prof. Witold Czarnecki o decyzji objęcia funkcji Dyrektora Instytutu Architektury PB w 1982 roku:

(...) przyjmując propozycję objęcia funkcji Dyrektora Instytutu Architektury PB, zdawałem sobie sprawę z ryzyka jakie te decyzje ze sobą niosą. Moi koledzy, znajomi uprzedzali mnie, że wydziały białostocki i łódzki mają być zlikwidowane. Była już decyzja o zawieszeniu rekrutacji na pierwszy rok studiów. Ile czasu, trudu i energii trzeba było włożyć, aby przekonać białostocczan z habilitacjami i osoby z zewnątrz do podjęcia u nas pracy wie oprócz mnie tylko moja żona.
Udało się przywrócić rekrutację, wprowadzić przedmioty dające techniczne podstawy projektowania, rozwinąć strukturę organizacyjną na miarę potrzeb kształcenia, przemianować Instytut w Wydział, powołać drugi kierunek kształcenia – Architekturę Wnętrz. (...)

Od 1999 do 2017 pracował w Wyższej Szkole Finansów i Zarządzania w Białymstoku. Pełnił tam funkcję kierownika Katedry Planowania Przestrzennego, a od 2005 roku Dziekana Wydziału Gospodarki Przestrzennej WSFiZ. W tym okresie był organizatorem 7 ogólnopolskich konferencji naukowych.
Ogółem wykształcił około trzech tysięcy studentów na kierunkach studiów: budownictwo, architektura i urbanistyka oraz gospodarka przestrzenna. Wypromował 4 doktorów. Wśród absolwentów jest obecnie 5 osób z tytułem profesora.

### Życie prywatne
Syn Luby Marii Czarneckiej z domu Krywdienko i Mariana Ewarysta Czarneckiego.
Ojciec Dagny i Oleny oraz Bartosza J. – dr. hab. inż. architekta, profesora uczelni Wydziału Architektury Politechniki Białostockiej, i Macieja – dr. inż. architekta, adiunkta Wydziału Architektury Politechniki Warszawskiej.

## Działalność kombatancka i społeczna

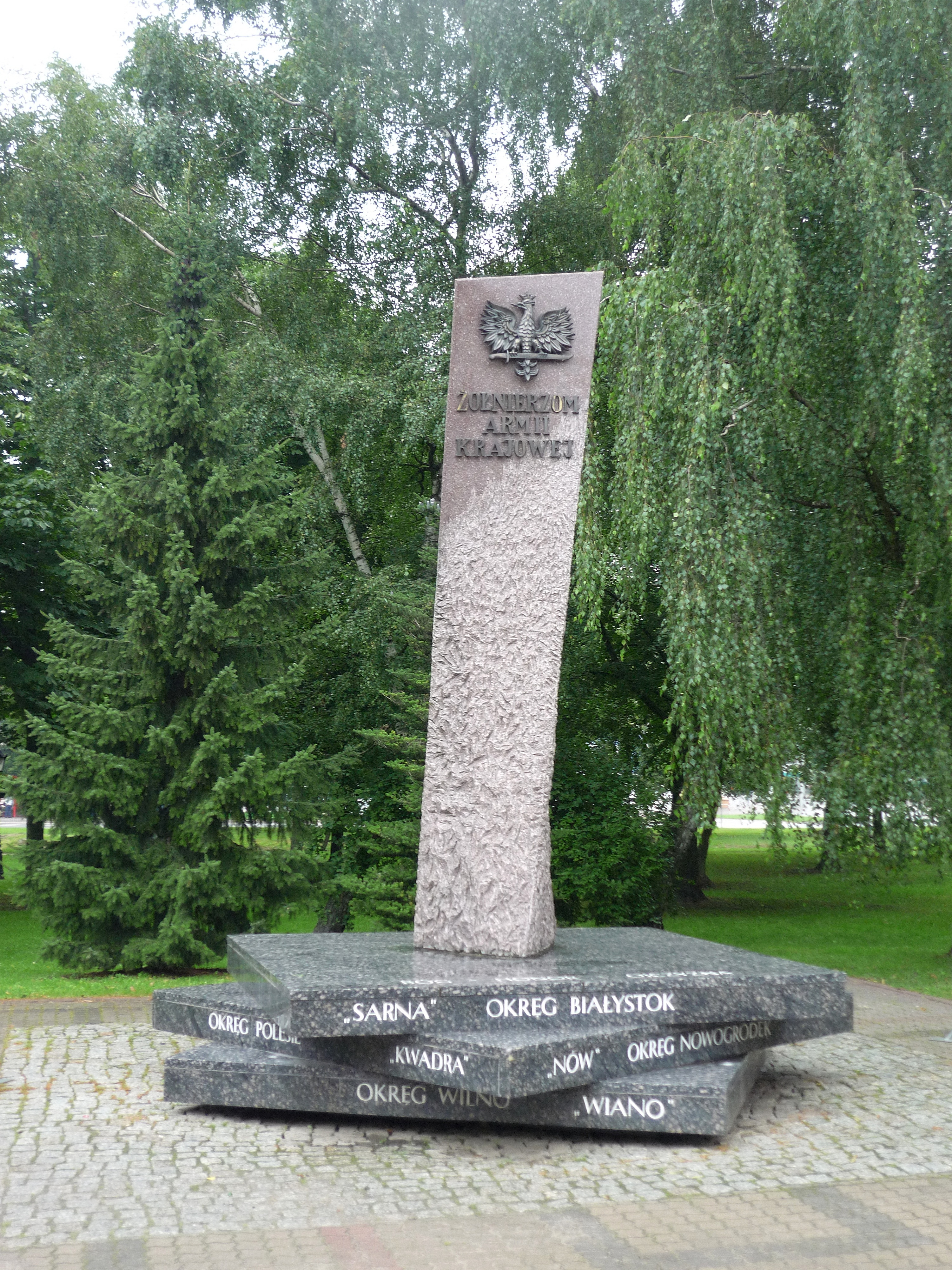
Pomnik Żołnierzom AK w Białymstoku

Od 1955 był członkiem Stowarzyszenia Architektów Polskich (SARP). W 1962 zorganizował i pełnił funkcję Prezesa Koła SARP we Włocławku. W latach 1969–1970 był Prezesem Oddziału SARP w Olsztynie, w latach 1972–1974 i 1979–1982 Prezesem Zarządu Oddziału Towarzystwa Urbanistów Polskich w Bydgoszczy.
W 1975 był przewodniczącym Komitetu Budowy i autorem projektu Pomnika Pamięci Harcerzy poległych w latach wojny zlokalizowanego przy ul. Szarych Szeregów w Bydgoszczy. W 1979 roku był współorganizatorem powstania Włocławskiego Towarzystwa Naukowego.
Po przeprowadzce do Białegostoku zainicjował w 1989 i współorganizował (wraz z żoną Barbarą) Galerię Sleńdzińskich, która zaczęła działalność w ramach Muzeum Miejskiego w Białymstoku.
W 1990 był członkiem założycielem, a następnie Prezesem Białostockiego Oddziału Towarzystwa Przyjaciół Grodna i Wilna, w ramach którego w latach 1991–1995 zredagował i wydał 12 numerów „Gońca Kresowego” – czasopisma TPGiW.
W latach 1993–1995 przewodniczył Komitetowi Budowy Pomnika Żołnierzom Armii Krajowej w Białymstoku. Pomnik został wzniesiony na skwerze przy ul. Kilińskiego w Białymstoku. Czarnecki zaprojektował go z synem Bartoszem.
Od 1990 był członkiem założycielem, a w latach 2003–2014 Prezesem Zarządu Okręgu Światowego Związku Żołnierzy Armii Krajowej w Białymstoku. Organizował lub współorganizował wiele patriotycznych uroczystości. W okresie od 2003 do 2017 był zastępcą Przewodniczącego Wojewódzkiej Rady Kombatantów w Białymstoku.
W latach 1994–2005 w swoim domu w Tatarowcach zorganizował dziesięć zjazdów kolegów z dawnego plutonu 3. kompanii „Joego” 3. Brygady Partyzanckiej „Szczerbca” AK.

## Nagrody i wyróżnienia

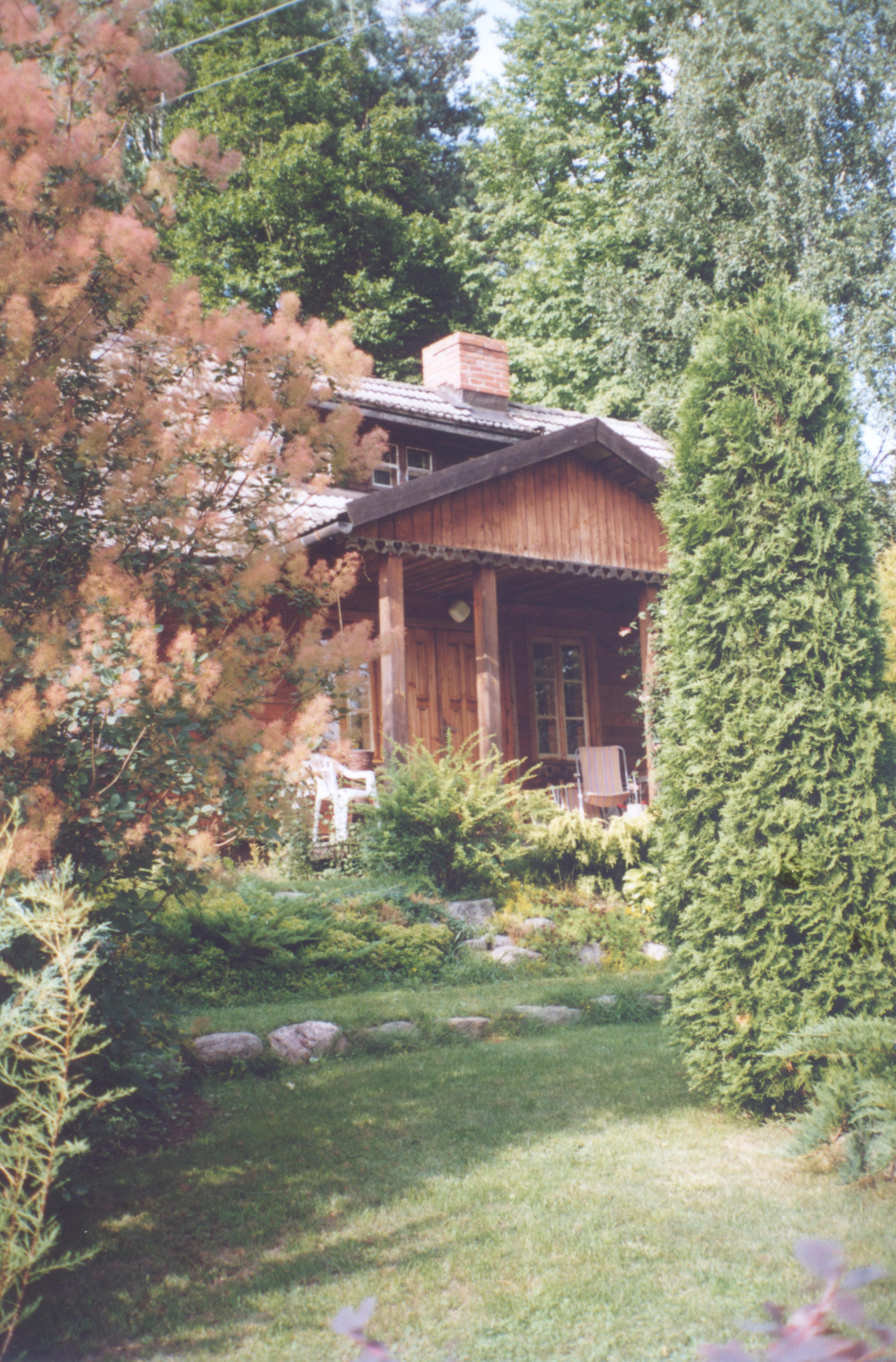
Odrestaurowany podlaski dworek drewniany przeniesiony z Rzędzian do Tatarowców – miejsce zjazdów żołnierzy AK

W 1975 otrzymał nagrodę Wojewody Bydgoskiego za pracę naukową, w 1976 nagrodę zespołową III stopnia Ministra Nauki, Szkolnictwa Wyższego i Techniki w dziedzinie badań naukowych, w 1979 indywidualną nagrodę III stopnia Ministra Nauki, Szkolnictwa Wyższego i Techniki w dziedzinie dydaktyczno-wychowawczej, a w 1990 roku – indywidualną II stopnia Ministra Edukacji Narodowej. Minister Kultury w 1987 nadał mu Prawa Twórcze Nr 939, a od Ministra Gospodarki Przestrzennej i Budownictwa za książkę Ogrodzenia (współautor B.J. Czarnecki) w 1995 roku otrzymał wyróżnienie.
Wielokrotnie był nagradzany przez rektorów Akademii Techniczno-Rolniczej w Bydgoszczy, Politechniki Białostockiej i Wyższej Szkoły Finansów i Zarządzania w Białymstoku. W 2016 roku otrzymał tytuł Honorowego Profesora Politechniki Białostockiej oraz Zasłużonego Profesora Wyższej Szkoły Finansów i Zarządzania.

## Dorobek naukowy i zawodowy

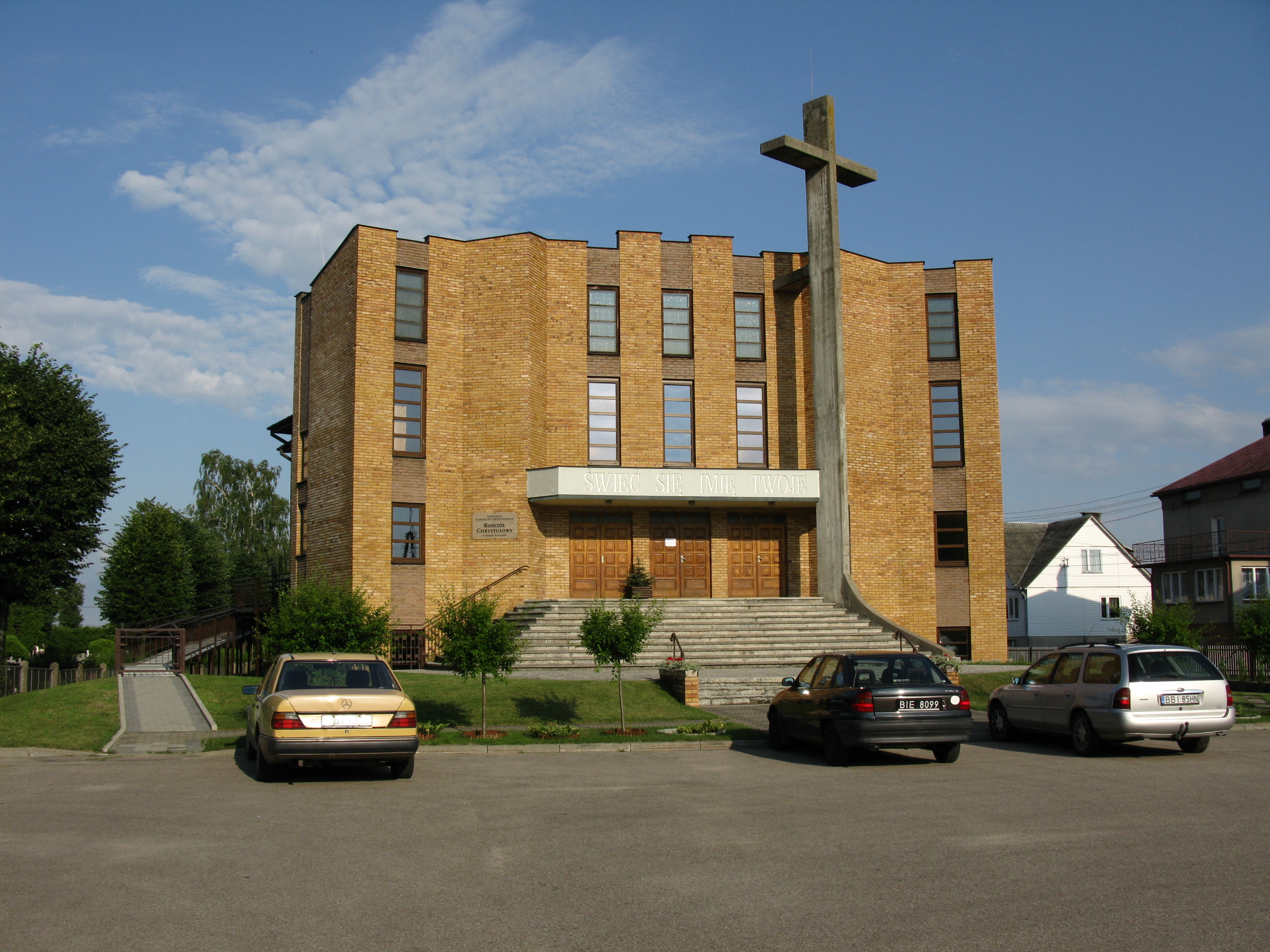
Kościół Chrystusowy w Bielsku Podlaskim – proj. W. Czarnecki

Witold Czarnecki jest autorem lub współautorem projektów i realizacji ponad 70 obiektów architektonicznych i urbanistycznych. Był autorem i/lub redaktorem 25 książek z dziedziny architektury i urbanistyki, opracował i napisał ponad 100 artykułów, referatów i rozpraw, ponad 80 recenzji, opinii do wniosków o profesurę, rozpraw habilitacyjnych, dysertacji doktorskich, opracowań naukowych itp.
Na szczególną uwagę zasługuje referat pt. Ład przestrzenny w krajobrazie kulturowym (współautor: Andrzej Dobrucki), który miał być wygłoszony w niedzielę 13 grudnia 1981 roku na przerwanym Kongresie Kultury Polskiej w Warszawie.

### Autorstwo
- Czarnecki W., Rola przemysłu w kształtowaniu przestrzennym aglomeracji dolnej Wisły, Zeszyty Naukowe. Budownictwo z.12, Akademia Techniczno-Rolnicza w Bydgoszczy, Bydgoszcz, 1979.
- Czarnecki W., Podstawy urbanistyki i architektury. Cz.1, Urbanistyka (Seria: skrypty), Wydawnictwo Akademii Techniczno-Rolniczej w Bydgoszczy, Bydgoszcz, 1979.
- Czarnecki W., Czyżewski H., Budownictwo rolnicze, Wydawnictwo Akademii Techniczno-Rolniczej w Bydgoszczy, Bydgoszcz, 1980.
- Czarnecki W., Podstawy urbanistyki i architektury. Cz.2, 3, Architektura (Seria: skrypty), Wydawnictwo Akademii Techniczno-Rolniczej w Bydgoszczy, Bydgoszcz, 1981.
- Czarnecki W., Łączkowski A., Budownictwo przemysłowe, Wydawnictwo Akademii Techniczno-Rolniczej w Bydgoszczy, Bydgoszcz, 1982.
- Czarnecki W., Namysłowski J., Kompleks osadniczo-przemysłowy dolnej Wisły, Państwowe Wydawnictwo Naukowe, Warszawa, 1983.
- Czarnecki W., Projektowanie budownictwa rolniczego (Seria: skrypty), Wydawnictwo Politechniki Białostockiej, Białystok, 1983, wyd. 2: 1989.
- Czarnecki W., Projektowanie obiektów przemysłowych (Seria: skrypty), Wydawnictwo Politechniki Białostockiej, Białystok, 1983, wyd. 2: 1991.
- Czarnecki W., Podstawy urbanistyki i architektury (Seria: skrypty), Wydawnictwo Politechniki Białostockiej, Białystok, 1985, wyd. 2: 1990.
- Czarnecki W., Gębice: rozwój historyczny i przestrzenny, Zeszyty Naukowe PB. Nauki Techniczne. Architektura z.5, Wydawnictwo Politechniki Białostockiej, Białystok, 1988.
- Czarnecki W., Czarnecki B.J., Ogrodzenia, Wydawnictwo Ekvaria, Białystok, 1994, ISBN 83-901843-6-2.
- Czarnecki W., Czarnecki B.J., Maroszek J., Zabłudów: studium historyczno-przestrzenne, Zeszyty Naukowe PB. Nauki Techniczne. Architektura z.13, Wydawnictwo Politechniki Białostockiej, Białystok, 1994.
- Czarnecki W., Studia i rozprawy, Rozprawy Naukowe nr 49, Wydawnictwo Politechniki Białostockiej, Białystok, 1997.
- Czarnecki W., Historia architektury rozwoju miast i urbanistyki, Wydawnictwo Wyższej Szkoły Finansów i Zarządzania w Białymstoku, Białystok, 2001, ISBN 83-87256-17-X.
- Czarnecki W., Podstawy urbanistyki, Wydawnictwo Wyższej Szkoły Finansów i Zarządzania w Białymstoku, Białystok, 2002, ISBN 83-87256-27-7.
- Czarnecki W., Podstawy ruralistyki z elementami budownictwa wiejskiego (Seria: skrypty), Wydawnictwo Wyższej Szkoły Finansów i Zarządzania w Białymstoku, Białystok, 2004, ISBN 83-87256-66-8.
- Czarnecki W., Rewitalizacja centrum Białegostoku jako problem rozwoju miasta u progu XXI wieku, Wydawnictwo Wyższej Szkoły Finansów i Zarzadzania, Białystok, 2004, ISBN 83-87256-64-1.
- Czarnecki W., Elementy budownictwa ogólnego (Seria: skrypty), Wydawnictwo Wyższej Szkoły Finansów i Zarządzania, Białystok, 2005, ISBN 83-87256-93-5.
- Czarnecki W., Wybrane problemy gospodarki przestrzennej Podlasia: studia i rozprawy, Rozprawy Naukowe, Seria 1 nr 5, Wydawnictwo Wyższej Szkoły Finansów i Zarządzania, Białystok, 2007, ISBN 978-83-60432-15-0[8].

### Redakcja
- Komputer w dydaktyce i projektowaniu architektonicznym, red.: W. Czarnecki, Wydawnictwo Politechniki Białostockiej, Białystok, 1993.
- Gospodarka przestrzenna polskich miast i wsi, red.: W. Czarnecki, M. Proniewski, Wydawnictwo Wyższej Szkoły Finansów i Zarządzania w Białymstoku, Białystok, 2002, ISBN 83-87256-42-0.
- Budownictwo drewniane w gospodarce przestrzennej europejskiego dziedzictwa, red.: W. Czarnecki, M. Proniewski, Wydawnictwo Wyższej Szkoły Finansów i Zarządzania w Białymstoku, Białystok, 2004, ISBN 83-87256-63-3.
- Obiekty kolejowe: układy przestrzenne, architektura, elementy techniki, red.: W. Czarnecki, M. Proniewski, Wydawnictwo Wyższej Szkoły Finansów i Zarządzania, Białystok, 2005, ISBN 83-87256-81-1.
- Problemy rewitalizacji w gospodarce przestrzennej XXI wieku, red.: W. Czarnecki, Wydawnictwo Wyższej Szkoły Finansów i Zarządzania w Białymstoku, Białystok, 2006, ISBN 83-60432-04-X.
- Odnowa polskiej wsi, red.: W. Czarnecki, D. Korolczuk, Wydawnictwo Politechniki Białostockiej, 2006, ISBN 83-60200-14-9, ISBN 978-83-602001-4-8.
- Rekreacja, turystyka i agroturystyka w gospodarce przestrzennej: wyzwanie XXI wieku, red.: W. Czarnecki, Wydawnictwo Wyższej Szkoły Finansów i Zarządzania, Białystok, 2007, ISBN 978-83-60432-25-9.
- Metropolie: problemy rozwoju, red.: W. Czarnecki, M. Proniewski, Wydawnictwo Wyższej Szkoły Finansów i Zarządzania, Białystok, 2009, ISBN 978-83-60432-51-8.
- Wpływ dorobku II Rzeczypospolitej na urbanistykę i architekturę powojenną, red.: W. Czarnecki, Wydawnictwo Wyższej Szkoły Finansów i Zarządzania w Białymstoku, Białystok, 2011, ISBN 978-83-60432-72-3[8].

## Dorobek publicystyczny

### Autor i wydawca publikacji historycznych
- Kresowe losy, Wydawnictwo Towarzystwa Miłośników Wilna i Ziemi Wileńskiej, Biblioteka Wileńskich Rozmaitości, Seria A nr 9, Bydgoszcz, 1995, ISSN 1230-9915, ISBN 83-903133-9-1.
- Armia Krajowa na Białostocczyźnie 1939–1945, Zarząd Okręgu Białostockiego Światowego Związku Żołnierzy AK, Białystok, 2007 (współautor: H. Rembiszewski).
- Żyłem ciekawie, Białystok, 2009.
- Losy żołnierzy kresowych Armii Krajowej, Zarząd Okręgu Białostockiego Światowego Związku Żołnierzy AK, Białystok, 2010.
- Pluton Harcerski Szarych Szeregów w Wilnie, Zarząd Okręgu Białostockiego Światowego Związku Żołnierzy AK, Białystok, 2012.
- Wspomnienia z Wilna i o Wilnie, Białystok, 2017.
- Żyłem ciekawie ... dalej, Białystok, 2019.
- Czarnecki W., Zagadnienia kształtowania dzielnicy przemysłowej miasta średniej wielkości, Zeszyty Naukowe Budownictwo z.5, Wydawnictwo Akademii Techniczno-Rolniczej w Bydgoszczy, Bydgoszcz, 1976.

### Redaktor publikacji historycznych
- Zygmunt Kłosiński „Huzar”, 3 Wileńska, Białystok, Redakcja „Gońca Kresowego”, Białostocki Oddział Towarzystwa Przyjaciół Grodna i Wilna, 1995, ISSN 1234-2408.
- Zygmunt Kłosiński „Huzar”, Armia Krajowa na Wileńszczyźnie, Z-d Okręgu Białostockiego Światowego Związku Żołnierzy AK, Białystok, 2011.

### Autor artykułów o Kresach RP w czasopismach
- „Goniec Kresowy”, Towarzystwo Przyjaciół Grodna i Wilna O/Białystok
- „Materiały Historyczne Stowarzyszenia Szarych Szeregów w Warszawie”
- „Pomosty. Zeszyty Naukowe Wyższej Szkoły Finansów i Zarządzania w Białymstoku”
- „Wileńskie Rozmaitości”, Towarzystwo Miłośników Wilna i Ziemi Wileńskiej, Bydgoszcz
- „Pamiętnik Okręgu Wileńskiego AK”, Bydgoszcz, Światowy Związek Żołnierzy AK

## Odznaczenia
- Medal Wojska Polska Swemu Obrońcy (Londyn) 1948
- Srebrny Krzyż Zasługi 1969
- Krzyż Partyzancki 1970
- Złoty Krzyż Zasługi 1978
- Krzyż Armii Krajowej (Londyn) 1983
- Krzyż Kawalerski Orderu Odrodzenia Polski 1989
- Za zasługi dla Miasta Włocławka 1967
- Za zasługi dla Miasta Bydgoszczy 1979
- Medal XX-lecia Bydgoskiego Towarzystwa Naukowego 1979
- Medal 40-lecia Polski Ludowej 1984
- Złota Odznaka Za zasługi dla Województwa Włocławskiego 1987
- Srebrna Odznaka Za zasługi dla Województwa Białostockiego 1989
- Złota Odznaka ZNP 1999
- Srebrny Krzyż Za zasługi dla ZHP 2000
- Odznaka Honorowa Sybiraka 2004
- Odznaka akcji Burza
- Krzyż Weterana 2001
- Krzyż Oficerski Orderu Odrodzenia Polski 2004[9]
- Medal Pro Memoria 2005
- Krzyż Zesłańców Sybiru 2005
- Medal Pro Patria 2012
- Medal 40-lecia Wydziału Architektury PB 2016[1].